# Vertikalni stabilizator
Vertikalni stabilizator,  fin je vertikalna struktura, po navadi nameščena na zadnjem delu letala ali drugega zrakoplova. Uporabljajo se pa tudi na raketah, bombah in avtomobilih. Zadnji del stabilizatorja smerno krmilo je gibljiv in se uporablja za krmiljenje po smeri (okoli vertikalne osi). Vertikalni stabilizatorji zagotavljajo tudi večjo stabilnost po smeri. Nekatera letala imajo več vertikalnih stabiliatorjev npr. Lockheed Constellation ima tri. 